# 田浦英理歌
田浦 英理歌（たのうら えりか、2000年2月1日 - ）は、日本の陸上競技選手、長距離走。積水化学所属。

## 経歴
熊本県宇城市出身。ルーテル学院高等学校時代は全国高等学校駅伝競走大会に補欠登録で出場は叶わなかった。
高校卒業後は東洋大学に進学。1年次の全日本大学女子選抜駅伝競走大会 (富士山女子駅伝) 、2年次の全日本大学女子駅伝対校選手権大会ではともに1区を任された。同年次の富士山女子駅伝最終7区では17位で襷を受けたものの7人抜き。鈴木優花、和田有菜、真部亜樹ら有力選手を抑えて区間賞を獲得。
2022年 積水化学に入社。翌年の全日本実業団対抗女子駅伝競走大会 (クイーンズ駅伝) で1区を区間5位と好走し、チーム優勝。2024年1月 都道府県対抗女子駅伝では千葉県の1区を担当。酒井美玖 (熊本県) らを抑えて区間2位と好走し、千葉県も4位入賞。2月 福岡県の海の中道海浜公園で開催された日本選手権クロスカントリーでは酒井とのデッドヒートに敗れ2位。翌3月 セルビア・ベオグラードで開催された世界クロスカントリー選手権大会に酒井、三原梓、川口桃佳と出場し、27位で日本の13年ぶり6位入賞に貢献。

## 主な記録
| 年     | 大会                           | 種目       | 順位     | 備考         |
| ------ | ------------------------------ | ---------- | -------- | ------------ |
| 2018年 | 富士山女子駅伝                 | 1区        | 区間12位 | 東洋大9位    |
| 2019年 | 全日本大学女子駅伝             | 1区        | 区間4位  | 東洋大11位   |
| 2019年 | 富士山女子駅伝                 | 7区        | 区間賞   | 東洋大10位   |
| 2023年 | クイーンズ駅伝                 | 1区        | 区間5位  | 積水化学優勝 |
| 2024年 | 都道府県対抗女子駅伝           | 1区        | 区間2位  | 千葉県4位    |
|        | クロスカントリー日本選手権     | シニア6km  | 2位      |              |
|        | 世界クロスカントリー選手権大会 | シニア10km | 27位     | 日本団体6位  |
|        | 第108回日本陸上競技選手権大会  | 5000m      | 14位     |              |